# ブラゾン
ブラゾン（blason, blasonner, blasonneur）とは、16世紀頃のフランス文学の詩のジャンル。語源はフランス語の紋章に由来し、元々は紋章学もしくは紋章それ自体を意味した。

## 概略
1536年にクレマン・マロは女性の肉体の異なった部分を選び出し、それにふさわしいメタファー（隠喩、暗喩）を見いだすことで女性を賛美する詩のジャンルとして「ブラゾン」という言葉を使った。その意味は今もなお文学、とりわけ詩の中で使われている。ウィリアム・シェイクスピアのソネット130番（『ソネット集』）は、生命のないメタファーを持ち出して、ことごとくその類似を皮肉に拒絶する。
My mistress' eyes are nothing like the sun;
Coral is far more red than her lips' red;
（最初の2行のみ。「私の恋人の目は太陽に似ていない。珊瑚の方が彼女の唇の赤よりもっと赤い」という意味）

## Blason populaire
Blason populaireとは、たとえば、サミュエル・ジョンソンがスコットランド人を見下してイングランド人を賞賛したように、ある文化または民族をけなすことで自分たちの文化・民族の自尊心を高めることを指す。
この語は、Auguste Canelの旅行記『Blason Populaire de la Normandie』（1859年）から生まれたもので、本の中でノルマンディー出身の人々が、他の地方を嘲笑う一方で、自分たちを自慢する。